# ماتیس لاندور
ماتیس لاندور (انگلیسی: Mathis Landwehr) بازیگر، تهیه‌کننده فیلم، بدل‌کار و رزمی‌کار آلمانی است. او از سال ۲۰۰۲ در بیش از ۳۰ فیلم ظاهر شد.
از آثار بازیگری او می‌توان به فیلم‌های: قطار مرگ (۲۰۰۵) و آخرین کومیته (۲۰۲۴) اشاره کرد.